# Albemarle Corporation
Albemarle Corporation, (NYSE: ALB), är ett amerikanskt multinationellt företag som verkar i den kemiska industrin och är ledande på att utveckla, framställa och marknadsföra samt distribuera finkemikalier till kunder i över 100 länder världen över. 